# Лес-Гай
Лес-Гай (бел. Лес-Гай) — посёлок в составе Дзержинского сельсовета Дзержинского района Минской области Беларуси. Посёлок расположен в 3 километрах от Дзержинска, 34 километрах от Минска и 5 километрах от железнодорожной станции Койданово.

## История
Посёлок был построен в 1964 году для обслуживающего персонала 6-го цеха Минской ТТС, до 1999 года носил название п/с 55.

## Население
| Численность населения (по годам) | Численность населения (по годам) | Численность населения (по годам) | Численность населения (по годам) | Численность населения (по годам) | Численность населения (по годам) | Численность населения (по годам) |
| 1999                             | 2004                             | 2010                             | 2017                             | 2018                             | 2020                             | 2022                             |
| -------------------------------- | -------------------------------- | -------------------------------- | -------------------------------- | -------------------------------- | -------------------------------- | -------------------------------- |
| 80                               | ↗84                              | ↘75                              | ↗140                             | ↗148                             | ↘132                             | ↗133                             |